# Università di Pristina
L'Università di Pristina (in albanese Universiteti i Prishtinës; in serbo Универзитет у Приштини?, Univerzitet u Prištini) 
è la più grande e prestigiosa istituzione pubblica di istruzione superiore in Kosovo, con sede nella capitale Pristina. Fondata nel 1970, è stata la prima università a pieno titolo sul territorio dell'attuale Kosovo e ha giocato un ruolo cruciale nello sviluppo dell'istruzione, della ricerca e della cultura albanese nella regione.
L'università è stata teatro di importanti eventi storici e politici, in particolare durante gli anni '90 e il periodo pre-bellico, quando le tensioni etniche portarono a una divisione dell'istituzione lungo linee etniche e a un boicottaggio dell'istruzione in lingua albanese. Dopo la Guerra del Kosovo (1998-1999) e la dichiarazione d'indipendenza del Kosovo nel 2008, l'Università di Pristina ha ripreso pienamente le sue attività, affermandosi come il principale polo accademico del paese.
L'ateneo è intitolato a Hasan Prishtina, un influente politico e attivista del movimento nazionale albanese. Offre una vasta gamma di programmi di studio a livello di Bachelor, Master e Dottorato attraverso le sue numerose facoltà, che coprono discipline come l'ingegneria, le scienze naturali, la medicina, le scienze sociali, le arti e le discipline umanistiche. La lingua principale di insegnamento è l'albanese.
Negli ultimi 10 anni l'Università di Pristina ha accolto 95 703 studenti in totale tra uomini e donne con una prevalenza di iscrizioni nell'area economica.

## Storia
L'istituzione dell'Università di Pristina (Universiteti i Prishtinës "Hasan Prishtina") è un evento di importanza capitale per la storia e l'identità del Kosovo. Il suo percorso è indissolubilmente legato alle complesse vicende politiche e sociali della Jugoslavia del XX secolo.

### Fondazione e Sviluppo Iniziale (1969-1981)
L'Università di Pristina fu ufficialmente fondata nella Provincia Socialista Autonoma del Kosovo, all'interno della Repubblica Socialista di Serbia, in Jugoslavia. Il decreto per la sua istituzione fu emesso il 18 novembre 1969, e il primo anno accademico ebbe inizio nel 1969-1970. Le facoltà iniziali includevano Filosofia, Medicina, Giurisprudenza e Ingegneria.
A quel tempo, le lingue di insegnamento erano sia l'albanese che il serbo-croato. Data la natura bilingue e le distinte organizzazioni interne basate sulla lingua, l'istituzione fu spesso percepita come due università separate fin dalla sua origine. La fondazione dell'università fu vista dagli albanesi del Kosovo come un significativo passo verso l'uguaglianza politica, sebbene non come un obiettivo finale. Sebbene sostenuta dal Presidente della Lega dei Comunisti di Jugoslavia, Josip Broz Tito, l'istituzione incontrò una forte opposizione politica da parte dei comunisti serbi, che la consideravano un "indicatore di autonomia per il Kosovo". Già nel 1971, si registrarono proteste da parte della popolazione serba e montenegrina contro l'inaugurazione dell'università.

### Le proteste del 1981 e le conseguenze
L'Università di Pristina divenne il focolaio delle Proteste in Kosovo del 1981. Le manifestazioni, iniziate l'11 marzo 1981, ebbero origine come una spontanea protesta su piccola scala per migliori condizioni alimentari nella mensa e di alloggio nelle residenze studentesche. Tuttavia, rapidamente degenerarono in violente manifestazioni di massa in tutto il Kosovo, portando all'imposizione di uno Stato di emergenza, a disordini e a numerose vittime.
L'università fu percepita come un fattore che contribuiva alla disoccupazione, con numerosi albanesi altamente istruiti che, privi di prospettive, venivano reclutati per fomentare sentimenti nazionalisti. Al contempo, la popolazione serba e montenegrina del Kosovo nutriva un crescente risentimento per il peso economico e sociale imposto dalla popolazione studentesca dell'università.

### La repressione e il sistema educativo parallelo (1990-1998)
Gli anni '90 furono un periodo di intensa repressione politica ed etnica. Molti docenti albanesi furono accusati di violare le leggi sull'istruzione serbe, licenziati e sostituiti da colleghi serbi. In risposta a questa esclusione, l'istruzione in lingua albanese continuò in strutture private, come parte di un "stato ombra" non ufficiale, la Repubblica del Kosovo auto-proclamata. Questo sistema parallelo permise a circa 30.000 studenti albanesi di proseguire la loro formazione.
Nella seconda metà degli anni '90, il Governo della Serbia avviò negoziati con i leader albanesi riguardo all'università, giungendo a un accordo che avrebbe assegnato agli albanesi il controllo del 60% del campus universitario, ai serbi il 35% e ai turchi il 5%. Tuttavia, le proteste violente degli albanesi del Kosovo, che si opposero al trasferimento, portarono all'intervento delle forze governative per sgomberarli. Gli edifici universitari subirono ingenti danni, con arredi e attrezzature deliberatamente vandalizzati e resi inutilizzabili.

### La Guerra del Kosovo e le conseguenze (1999)
La Guerra del Kosovo nel 1999 interruppe sia l'attività dell'università ufficiale a Pristina sia quella della sua controparte serba a Mitrovica. La maggior parte del personale e degli studenti serbi fuggì dal Kosovo all'inizio di giugno 1999. Di conseguenza, la popolazione serba di Pristina diminuì drasticamente, passando da circa 40.000 persone nell'agosto 1999 a meno di 1.000. Questa situazione portò alla definitiva separazione dell'università in due rami distinti: quello che continuò a operare a Pristina e quello che si stabilì a Mitrovica Nord, mantenendo il suo posto nel sistema educativo serbo.

### Sviluppi recenti
- Arresti del dicembre 2013: Il 12 dicembre 2013, undici funzionari della Facoltà di Medicina dell'università furono arrestati con l'accusa di falsificazione di voti. Tra gli arrestati figuravano medici, professori, assistenti e personale amministrativo; furono coinvolti anche alcuni studenti.
- Proteste studentesche del 2014 e dimissioni del Rettore: Le proteste studentesche in Kosovo del 2014 ebbero inizio dopo che i media kosovari accusarono l'allora Rettore, Ibrahim Gashi, e il suo staff di falsificare ricerche e pubblicare articoli scientifici basati su tali ricerche false per migliorare le loro credenziali accademiche. Gashi si rifiutò inizialmente di dimettersi, anche dopo che fu rivelato che aveva pubblicato articoli su riviste predatorie per soddisfare i requisiti per la promozione a professore ordinario. Le proteste si intensificarono dopo che il parlamento non riuscì a votare una mozione per le dimissioni di Gashi, con i partiti della coalizione di governo che si opposero alla mozione. Alla fine, Ibrahim Gashi rassegnò le dimissioni.

## Facoltà
L'università comprende le seguenti facoltà:
- Facoltà di Filosofia;

- Facoltà di Scienze naturali e Matematica;

- Facoltà di Filologia;

- Facoltà di Giurisprudenza;
- Facoltà di Economia;
- Facoltà di Ingegneria civile e Architettura;
- Facoltà di Ingegneria elettrica e informatica;
- Facoltà di Ingegneria meccanica;
- Facoltà di Medicina;
- Facoltà di Lettere e Filosofia;
- Facoltà di Agraria e Veterinaria;
- Facoltà di Geoscienze e Tecnologia di Mitrovica;

- Facoltà di Scienze dello sport.